# Estación de Llodio
Laudio-Llodio es una estación ferroviaria situada en el municipio español de Llodio en la provincia de Álava, comunidad autónoma del País Vasco. Forma parte de la línea C-3 de Cercanías Bilbao operada por Renfe. Cuenta además con servicios de Larga Distancia.

## Situación ferroviaria
La estación se encuentra en el punto kilométrico 227,5 de la línea férrea de Castejón a Bilbao por Logroño y Miranda de Ebro a 125 metros de altitud.

## Historia
La estación fue inaugurada el 1 de marzo de 1863 con la apertura del tramo Bilbao-Orduña de la línea férrea que pretendía unir Castejón con Bilbao. Las obras corrieron a cargo de la Compañía del Ferrocarril de Tudela a Bilbao creada en 1857. La construcción inicial no era más que un apeadero ya que la estación como tal con sus depósitos de agua para alimentar las locomotoras de vapor se construyó en Areta. En 1873, durante la tercera guerra carlista fue incendiada. En 1878, pasó a ser gestionada por Norte quien encargó al arquitecto José Enrique Marrero Regalado la construcción de una nueva estación no muy lejos de la primera ubicación. Las obras se iniciaron en 1929 y concluyeron en 1931. La gestión de Norte concluyó en 1941 con la nacionalización del ferrocarril en España y la creación de RENFE.
Desde el 31 de diciembre de 2004 Renfe explota la línea mientras que Adif es la titular de las instalaciones ferroviarias.

## La estación
Se sitúa al este del centro urbano. El edificio de viajeros es de planta rectangular y de dos alturas. Sus paredes son de sillar en su parte más baja y de mampostería enlucida en el resto. Está recubierta por un tejado de dos vertientes de teja. La fachada está formada por un cuerpo principal y dos cuerpos laterales simétricos. El acceso a la estación se realiza por el centro del cuerpo principal gracias a unos amplios arcos semicirculares que cuentan en su parte superior con tres vanos englobados en un balcón que protege una barandilla forjada y que decoran unas ménsulas. Un frontón con escudo así como molduras y modillones cónicos realzados con torretas circulares completan la ornamentación del edificio. 
Cuenta con cuatro vías y dos andenes, uno lateral y otro central. En este último existe un pequeño refugio que también data de 1931. Dispone de sala de espera, venta de billetes y aparcamiento exterior.
El recinto se complementa con una dependencia que albergaba los cambios de aguja, anexos, un pequeño edificio para los baños, un pabellón que sirve como almacén y túneles de carga.

## Servicios ferroviarios

### Larga Distancia
Actualmente efectúa parada aquí el Alvia desde Bilbao hasta Madrid tras la supresión de un Intercity nocturno que realizaba un trayecto entre Miranda de Ebro y Bilbao que provocó en su día la supresión de esta parada del Alvia.

### Cercanías
Forma parte de la línea C-3 de la red de Cercanías Bilbao. Entre semana la frecuencia media es un tren cada quince-veinte minutos, reduciéndose los fines de semana a una media de un tren cada treinta-sesenta minutos.